# Huelgas Codex

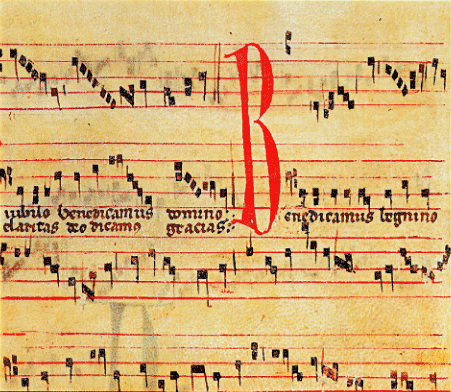
Een pagina uit het manuscript, met daarop de rode notenbalken en een hoofdletter

De Huelgas Codex of Codex Las Huelgas (E-BUlh) is een muziekhandschrift uit ongeveer 1300, dat afkomstig is van en bewaard gebleven is in het klooster der cisterciënzers in Santa María La Real de Las Huelgas in Burgos, in noordwest Spanje, het toenmalige Castilië. Het handschrift werd herontdekt in 1904 door twee Benedictijnse monniken. Het manuscript is geschreven op perkament, en de notenbalken zijn met rode inkt in Franse muzieknotatie weergegeven. Het merendeel van het materiaal in de codex is in één schrijfhand, hoewel er minstens 12 mensen aan hebben bijgedragen, inclusief correcties en latere toevoegingen. Het manuscript bevat:
- 45 monodische (eenstemmige) stukken (20 sequenzen, 5 conductus, 10 Benedicamus Tropen)
- 141 polyfone (meerstemmige) composities, waarvan 1 zonder muziek.

De meeste stukken dateren uit de late 13e eeuw, sommige stukken uit de vroege 13e eeuw (de Ars Antiqua en Notre Dame school), en enige latere toevoegingen uit de eerste decennia van de 14e eeuw.
Johannes Roderici (Johan Rodrigues) schreef zijn naam bij een aantal stukken. Het is mogelijk dat hij een aantal stukken zelf componeerde, maar ook was hij de scribent, samensteller en corrigeerder, volgens zijn eigen bijschriften.
De codex was bedoeld om bij uitvoeringen te worden gebruikt als 'bladmuziek', wat interessant is, omdat het in een vrouwenklooster werd gebruikt, hetgeen de vraag oproept over de uitvoeringspraktijk van de stukken, met name van de meerstemmige werken. Het klooster had een koor van 100 vrouwen op een gegeven moment in de 13e eeuw, en er wordt verondersteld dat dit vrouwenkoor de polyfone werken zong, hoewel de cisterciënzers regels hadden die een verbod inhielden van het uitvoeren van meerstemmige muziek. Het manuscript bevat ook tweestemmige solfège-oefeningen met notaties over hun gebruik in het klooster.
Het Vlaamse Huelgas Ensemble dankt zijn naam aan de Huelgas Codex.